# Softonic
Softonic é um portal de download de software sediado em Barcelona, Espanha, fundado em 1997. Desde 2007 o portal também inclui um blog de notícias e matérias de entretenimento, chamado OnSoftware. Em 2009 e 2011, o site foi listado como tendo o tráfego de visitantes mais exclusivo na Espanha.